# 藤秀樹
藤 秀樹（ふじ ひでき、本名：藤井重男）は、日本の作曲家である。1942年7月、北海道生まれ。

## 略歴
高崎経済大学経済学部経済学科卒業。在学中群馬大学音楽科教授斉藤民に4年間声楽を師事。男声、混声合唱団のソリスト、指揮者を経験、さらにオペラ「桶山伏」主役など念願のオペラ出演を果たす。 大学卒業後東京混声合唱団ジュニアに所属、指揮者田中信昭に師事。合唱指揮者としての技術を磨く。アマチュア合唱団の創設、指揮者などに関わり、1974年に幼児から成人までを対象とした総合音楽院「千葉音楽アカデミー」を設立。ミュージカルに興味を持ち、作曲も手掛ける。1988年に学院を妻に任せ、ヴォーカルトレーニングをベースにジュニアからシニアまでを対象にした「藤秀樹ヴォーカルスタジオ」を設立。現在、千葉音楽アカデミー学院長、（社）日本作曲家協会会員、（社）日本音楽著作権協会会員、日本音楽著作家連合会員、日本録音指揮者協会会員。ホームページ：http://www.academy88.jp/profile-fuji.html

## 代表作品
- 『おやすみノクターン』作曲：藤秀樹　歌：藤生ひろし（1994年9月21日）
- 『熱海の松千代』作曲：藤秀樹　歌：藤生ひろし（2005年10月21日）
- 『愛を 私に…』作曲：藤秀樹　歌：藤生ひろし（2006年）